# Tex Avery
Frederick Bean "Fred/Tex" Avery (Taylor, Texas, 1908. február 26. – Burbank, Kalifornia, 1980. augusztus 26.) amerikai animátor, rajzfilmes, szinkronszínész és filmrendező, a rajzfilmes aranykor emblematikus figurája. Dolgozott a Warner Brothers és a Metro-Goldwyn-Mayer stúdiónak is, s olyan figurák fűződnek a nevéhez, mint Dodó Kacsa, Tapsi Hapsi, Droopy, Screwy Squirrel, George és Junior, Cucu Malac és Chilly Willy. Hatása az összes negyvenes-ötvenes évekbeli rajzfilmen érezhető.
Avery stílusa azon alapult, hogy a rajzfilmek világában elvonatkoztathatunk a valóságtól. Avery híres mondása: "egy rajzfilmben bármit megtehetsz,". Emellett kitűnő szinkronmunkákat is készített műveihez, bár legtöbbször nem szignifikáns egyéniségeknek adta a hangját (lásd a télapót a Who Killed Who?-ban), de Tex alakította ki Bill Thompson hangkarakterét is Droopy kutya figurájához.

## Biográfia

### Fiatalkora
Tex Avery George Walton Avery (1867. június 8. - 1935. január 14.) és Mary Augusta "Jessie" Bean (1886 - 1931) gyermekeként született Taylorban, Texas államban. Apja alabamai születésű volt, míg édesanyja Mississippiből, Buena Vistából származott. Apai nagyszülei: Needham Avery (polgárháborús veterán) (1838. október 8. - 1892) és Lucinda C. Baxly (1844. május 11. - 1892. március 10.). Anyai nagyszülei: Frederick Mumford Bean (1852. - 1886. október 23.) és Minnie Edgar (1854. július 25. - 1940. május 7.). Az a szóbeszéd járta, hogy Tex a vadnyugat legendás alakjának, Roy Beannek a leszármazottja. Jóllehet, anyai üknagyszülei valójában a tennessee-i Mumford Bean (1805. augusztus 22. - 1892. október 10.) és felesége, az alabamai Lutica. Mumford a virginiai William Bean és Nancy Blevins gyermeke volt. Avery családja a feltaláló Daniel Boone leszármazottjának vallotta magát.
Avery Taylorban nőtt fel, és 1926-tól a North Dallas High School tanulója lett. Az iskolában hírhedt aranyköpés volt a "What's up, doc?" ("Mi a hézag, hapsikám?"), ami a negyvenes években Tapsi Hapsi szlogenje lett.
Az animációval először a Walter Lantz stúdióban került kapcsolatba a harmincas évek elején, ahol a '31 és '35 közt készült Oswald the Lucky Rabbit filmeket készítette. A korabeli filmek elején mint animátor van feltüntetve. Később két filmet rendezett is. Ezekben az időkben egy irodai tréfálkozás során gemkapocs repült a szemébe, s így elvesztette bal szeme világát. Egyesek szerint ez felelős Avery sajátos térlátásáért és stílusáért.

### "Termite Terrace"
Avery Leon Schlesinger stúdiójához került 1935 végén, s meggyőzte Schlesingert, hadd kapjon szabadkezet animációs projektjeihez. Schlesinger Avery-nek és csapatának, Bob Clampettnek és Chuck Jones-nak kiutalt egy ötszobás részleget a Warner Bros. Sunset Blvd. stúdió területén. Avery Tom Palmer animátort váltotta itt. Az Avery-csapat a fekete-fehér Looney Tunes és a Technicolor Merrie Melodies sorozatot készítette, a stúdiórészleget pedig hamarosan csak "Termite Terrace"-ként emlegették, utalva ezzel a helyszínen lakó, nagy számú termeszpopulációra.
Nemsokára már az egész Schlesinger/Warner stúdiót "Termite Terrace"-nak becézték, mivel Avery és csapata tették le a "Warner Bros. rajzfilmstílus" alapjait. Első filmjeik, a Gold Diggers of '49 szerepeltette először Cucu Malacot, a stúdió sztárját, s innen datálódik Avery kísérletező időszakának kezdete.

### ABolondos dallamokállatsereglete
Avery, Clampett és Jones segédletével, és az új rendezővel, Frank Tashlinnel megalapozta azt az animációs stílust, ami végül letaszította a trónról a Walt Disney stúdiót. Ők lettek az animációs rövidfilmek új sztárjai, ezzel megalkotva egy csapatnyi, még napjainkban is nagyon népszerű karaktert. Avery maximalista művész volt; ő írta a gegeket, néhány figura hangját szolgáltatta (Tex emblematikus nevetése több filmben is hallható), s a filmek dinamikáját is ő kezelte.

#### Dodó Kacsa
Dodó a Porky's Duck Huntban tűnt fel először, s a figura bolondossága teljesen új volt a rajzfilmek történetében. Dodó egy kezelhetetlen kacsa, aki sokszor üvöltve ugrándozik a képen (híres hu-hu-hu nevetését a veterán Warner-hang, Mel Blanc szolgáltatta).

#### Tapsi Hapsi
Avery 1940-es, A Wild Hare című műve volt Tapsi Hapsi legelső filmje egy sor Dodó-szerű nyúlról szóló Ben Hardaway, Cal Hardaway, Cal Dalton és Chuck Jones rendezte film után. Avery nyuszija laza és magabiztos, mindig kézben tartja a helyzetet. Az A Wild Hare-ben rajta kívül egy alacsony kopasz emberke is szerepelt, Elmer Fudd, aki Avery Tojásfej nevű karakterének (akit Joe Penner rádiós humoristáról mintázott) reinkarnációja volt. A filmben Tapsi Elmerhez sétál, aki épp "nyúlva (sic!) vadászik", s megkérdi tőle: "Mi a hézag?". A közönségnek tetszett a nyuszi fellépése ebben a veszélyes helyzetben, így Avery Tapsi szállóigéjévé tette a "Mi a hézag, hapsikám?"-ot. Az ekkor még névtelen nyulat a Warner nevezte el Bugs Bunny-nak Ben "Bugs" Hardaway után (aki Tapsi egyik elődjét, Bugs's Bunny-t rajzolta).
Avery mindössze négy Tapsi-filmet készített: A Wild Hare, Tortoise Beats Hare, All This and Rabbit Stew, és The Heckling Hare. Ekkoriban sok, nem visszatérő figurára apelláló filmet is rendezett, útifilmeket, paródiákat, a The Isle of Pingo Pongot és a The Bear's Tale-t, illetve a hollywoodi sztárok karikatúráit felvonultató Hollywood Steps Out-ot és a Tapsi Hapsi klónjaival operáló The Crack-Pot Quail-t.
Avery 1941 végén faképnél hagyta Schlesingert a The Heckling Hare című filmmel kapcsolatban kirobbant vita miatt. Avery eredetileg azt szerette volna, hogy Tapsi Hapsi és a vadászkutya háromszor essen le a szikláról, ezzel a geget a végletekig kifacsarva. Egy DVD-s audiokommentárban a filmtörténész és animátor Greg Ford elmondja, hogy Schlesingernek ezzel az volt a problémája, hogy a harmadik zuhanás előtt Tapsi és a kutya ismét felbukkan a színen, és Tapsi így szól: "Kapaszkodjatok srácok, megint megyünk!". Schlesinger beavatkozott (állítólag Jack Warner kérésére), és megváltoztatta a filmet, így a figurák csak kétszer zuhannak le (a vágott rajzfilm hirtelen ér véget, miután Tapsi és a kutya átesnek egy lyukon a sziklában, és megállnak röviddel a becsapódás előtt, miután Tapsi így szól: "Hehe, átvertünk titeket, igaz?"). A felháborodott Avery azonnal kilépett a stúdiótól, maga mögött hagyva három befejezetlen projektet, a Crazy Cruise-t, a The Cagey Canary-t és az Aloha Hooey-t. Ezeket később Bob Clampett fejezte be.

### Beszélő állatok
Schlesinger stúdiójában Avery kitalált egy új módszert arra, hogy valódi állatokról készült felvételeken animált szájmozgást készíthessen. Schlesingert nem érdekelte az ötlet, így Avery barátjához, Jerry Fairbankshez fordult, aki az Unusual Occupations című sorozatot készítette a Paramount Pictures-nek. Így született meg a Speaking of Animals sorozat. Miután Avery otthagyta a Warnert, maga rendezte a széria első három epizódját, még mielőtt az MGM-hez ment volna.

### Avery az MGM-nél
1942-től Avery a Metro-Goldwyn-Mayer animációs divíziójánál dolgozott, Fred Quimby részlegénél. Tex úgy érezte, Schlesinger alatt nem tudott kiteljesedni. Korszakalkotó mestermunkái az MGM-nél készültek, ahol teljesen szabadkezet kapott. Rajzfilmjei annyira őrültek és fantáziadúsak voltak, hogy más rendezők nem tudtak velük versenyezni. Az MGM ezenfelül magasabb költségvetéssel és jobb körülményekkel is szolgált. A stúdiónál ex-Disney-s animátorok (Preston Blair és Ed Love) is dolgoztak. A változások rányomták bélyegüket Avery első MGM-es filmjére, a Blitz Wolf-ra, ami egy Adolf Hitler-paródia volt, és amit 1942-ben Oscar-díjra jelölték.
Avery legnépszerűbb MGM-es figurája az 1943-as Dumb-Hounded-ben debütált, ő Droopy (eredetileg Happy Hound), a csöndes, lassú mozgású és lassan beszélő kutya, aki mindig nyer a film végén. Avery a Droopy-s filmeken kívül készített egy sor sikamlós humorú rajzfilmet is. Az első közülük az 1943-as Red Hot Riding Hood, szereplője egy szexi énekesnő, akinek valójában sosem tudjuk meg a valódi nevét (klasszikus rajzfilmrajongók csak "Red"-nek hívják), és akinek dizájnja és szinkronhangja részenként változik, ám fiatalemberek - és leendő - animátorok fejét csavarja el mindmáig. Egyéb Avery művek az MGM-nél: Screwy Squirrel és az Of Mice and Men.
Más híresebb MGM-es rajzfilmek Avery-től: Bad Luck Blackie, Magical Maestro, Lucky Ducky, Ventriloquist Cat és King-Size Canary. Avery kezdetben erős színeket és realisztikus háttereket használt, ám később áttért a stilizáltabb ábrázolásra, ami a UPA stúdió új stílusát a limitált animációt vetítette előre. Ez idő tájt készített egy sorozatot a jövő technológiájáról: The House of Tomorrow, The Car of Tomorrow, The Farm of Tomorrow, és TV of Tomorrow (parodizálva a kor reklámfilmjeit). Ezenfelül egy lassan beszélő farkast is megalkotott, akinek későbbi inkarnációja a Hanna-Barberás Foxi Maxi (Daws Butler hangjával).
1950-ben Avery egy évre visszavonult az MGM-től. Ekkoriban a korábbi Walter Lantz-os Dick Lundy készítette a Droopy- és a Barney Bear-rajzfilmeket. Avery 1951 októberében visszatért. Utolsó két MGM-es filmje a Deputy Droopy és a Cellbound volt, melyek 1953-ban készültek el, de csak 1955-ben mutatták be őket. Ezeket a filmeket Avery mellett Michael Lah is rendezte. Lah CinemaScope-formátumú Droopy filmeket is alkotott. Avery 1953-ban végleg elhagyta az MGM-et, és átnyergelt a Walter Lantz stúdióhoz.

### Az MGM után
Avery visszatért Lantzhoz, de nem maradt sokáig. Négy filmet rendezett 1954 és '55 között: Crazy Mixed-Up Pup, Shh-h-h-h-h, I'm Cold, és The Legend of Rockabye Point, főszerepben Chilly Willy-vel, a pingvinnel. Bár a The Legend of Rockabye Point és a Crazy Mixed-Up Pup rajzfilmeket Oscarra jelölték, Avery elhagyta a Lantz stúdiót, és végleg leállt az animációs rövidfilmek készítésével.
Később animált tv-reklámokat készített, például a Raid-ét a hatvanas-hetvenes években (ezekben rajzolt bogarak és az irtószer összecsapása látható), illetve a Frito-Lay-ét. Avery emellett készített Kool-Aid reklámokat is, amelyekben felvonultak a klasszikus Warner Brothers figurák.
A hatvanas-hetvenes években Avery depressziós lett, bár ez idő alatt is nagy tiszteletnek örvendett. Utolsó megbízása a Hanna-Barbera Productions-től érkezett, hogy írjon gegeket a szombat reggeli Kwicky Koala sorozatba.
1980. augusztus 26-án, kedden halt meg a St. Joseph's kórházban Burbankben, Kaliforniában, 72 évesen. Ekkor már egy éve küzdött a tüdőrákkal. A Forest Lawn - Hollywood Hills temetőben temették el.

## Utóélete
Habár Tex Avery nem élhette meg a nyolcvanas évek végén kezdődő amerikai animációs reneszánszt, művei újra a figyelem középpontjába kerültek. Összes MGM-es rövidfilmjét kiadták MGM/UA laserdiscen Észak-Amerikában The Compleat Tex Avery címmel, amely tartalmazza a politikailag inkorrektnek titulált Uncle Tom's Cabana és Half-Pint Pygmy-t is (a kettes régiókódú DVD-ken az új kiadásokon ezek már nem szerepelnek). Több filmje is megjelent VHS-kazettán egy négy részes válogatásban Tex Avery's Screwball Classics címmel, és két Droopy-válogatás is napvilágot látott olyan gegekkel, amiket a televíziós sugárzáskor kivágtak. A Screwball Squirrel, a King-Size Canary és a Little Rural Riding Hood voltak az első nem-Tom és Jerry-filmek, amelyek bekerültek az MGM Cartoon Magic kollekcióba. Két filmje jelent meg karácsonyi válogatásokban, a The Peachy Cobbler az MGM Cartoon Christmas-ben, és a One Ham's Family a Tom and Jerry's Night Before Christmas-ben. Avery Droopy-rajzfilmjei megjelentek DVD-n gyűjtemény formában Tex Avery's Droopy: The Complete Theatrical Collection címmel. Hét Droopy-film, amelyek CinemaScope szélesvászonban készültek az eredeti formában, és a televíziós pan and scan formátumban is megtalálhatóak. Továbbá számos munkája megtalálható a Warner Bros. Merrie Melodies és Looney Tunes filmjei közt, és a Walter Lantz mozik közt is. Hatása olyan modern animációs filmekben érezhető, mint a Roger nyúl a pácban, a Ren és Stimpy, a Tiny Toon Adventures, az Animánia, a Freakazoid, a Tom and Jerry Kids Show, a Spongyabob Kockanadrág, a Rocko's Modern Life, és a dzsin karaktere a Disney-féle Aladdinban. Egy Avery-stílusú cowboyfigura is született (Tex Avery névvel) a The Wacky World of Tex Avery című sorozat számára. Munkássága előtt olyan sorozatok tisztelegnek, mint a The Tex Avery Show vagy a Cartoon Alley. Karaktereit (főleg Tapsi Hapsit és a Red Hot Riding Hood szereplőit) imitálja Jim Carrey a Maszk című filmben. A kilencvenes évek közepén a Dark Horse Comics elindított egy tripla minisorozatot Avery MGM-es rajzfilmjein alapulva: Wolf & Red, Droopy, és Screwy Squirrel. Azt is fontos megjegyezni, hogy Tex Avery, más Warner Brothers-ös rendezőkkel ellentétben megtartott több eredeti stáblista-képet (úgynevezett title cardot) filmjeiből, míg a többiek elvesztek, mikor ezeket a bevezetőket egységesítették a Blue Ribbon Merrie Melodies sorozatban. A kezdőképek néha felbukkannak az eBay-en.
2008-ban Franciaországban három bélyeget bocsátottak ki Tex Avery századik születésnapján. A bélyegeken Droopy, a vöröshajú showgirl és a farkas szerepelnek.
Ma az összes klasszikus színes rajzfilm, amelyet Avery a Warnernél és az MGM-nél csinált a Turner Entertainment birtokában van, és a Warner Brothers terjeszti őket (a fekete-fehér filmeket közvetlenül a WB birtokolja). A Turner és a Warner Brothers a Time Warner-ben egyesült. A Walter Lantz stúdióban készült filmek jelenleg is az eredeti forgalmazó Universal Studios kezében vannak. Néhány Warneres rövidfilm ma szabadon felhasználható, de a szerzői jog tulajdonosa a Warner Brothers és a Turner.

## Tex Avery filmjei

### Warner Bros.
| - Gold Diggers of '49 (1935) - The Blow Out (1936) - Plane Dippy (1936) - I'd Love to Take Orders from You (1936) - Page Miss Glory (1936) - I Love to Singa (1936) - Porky the Rain Maker (1936) - The Village Smithy (1936) - Milk and Money (1936) - Don't Look Now (1936) - Porky the Wrestler (1937) - Picador Porky (1937) - I Only Have Eyes for You (1937) - Porky's Duck Hunt (1937) - Uncle Tom's Bungalow (1937) - Ain't We Got Fun (1937) - Daffy Duck & Egghead (1938) - Egghead Rides Again (1937) - A Sunbonnet Blue (1937) - Porky's Garden (1937) | - I Wanna Be a Sailor (1937) - The Sneezing Weasel (1938) - Little Red Walking Hood (1937) - The Penguin Parade (1938) - The Isle of Pingo Pongo (1938) - A Feud There Was (1938) - Johnny Smith and Poker-Huntas (1938) - Daffy Duck in Hollywood (1938) - Cinderella Meets Fella (1938) - Hamateur Night (1938) - The Mice Will Play (1938) - A Day at the Zoo (1939) - Thugs with Dirty Mugs (1939) - Believe It or Else (1939) - Dangerous Dan McFoo (1939) - Detouring America (1939) - Land of the Midnight Fun (1939) - Fresh Fish (1939) - Screwball Football (1939) - The Early Worm Gets the Bird (1940) | - Cross Country Detours (1940) - The Bear's Tale (1940) - A Gander at Mother Goose (1940) - Circus Today (1940) - A Wild Hare (1940) - Ceiling Hero (1940) - Wacky Wild Life (1940) - Of Fox and Hounds (1940) - Holiday Highlights (1940) - The Crackpot Quail (1941) - Haunted Mouse (1941) - Tortoise Beats Hare (1941) - Hollywood Steps Out (1941) - Porky's Preview (1941) - The Heckling Hare (1941) - Aviation Vacation (1941) - All This and Rabbit Stew (1941) - The Bug Parade (1941) - The Cagey Canary (1941) - Aloha Hooey (1942) - Crazy Cruise (1942) |

### Paramount
- Speaking of Animals Down on the Farm (1941)
- Speaking of Animals Down in a Pet Shop (1941)
- Speaking of Animals Down in the Zoo (1941)

### MGM
| - Blitz Wolf (1942) - The Early Bird Dood It! (1942) - Dumb-Hounded (1943) - Red Hot Riding Hood (1943) - Who Killed Who? (1943) - One Ham's Family (1943) - What's Buzzin' Buzzard? (1943) - Screwball Squirrel (1944) - Batty Baseball (1944) - Happy-Go-Nutty (1944) - Big Heel-Watha (1944) - The Screwy Truant (1945) - The Shooting of Dan McGoo (1945) - Jerky Turkey (1945) - Swing Shift Cinderella (1945) - Wild and Woolfy (1945) - Lonesome Lenny (1946) - The Hick Chick (1946) - Northwest Hounded Police (1946) - Henpecked Hoboes (1946) - Hound Hunters (1947) - Red Hot Rangers (1947) | - Uncle Tom's Cabaña (1947) - Slap Happy Lion (1947) - King-Size Canary (1947) - What Price Fleadom (1948) - Little Tinker (1948) - Half-Pint Pygmy (1948) - Lucky Ducky (1948) - The Cat that Hated People (1948) - Bad Luck Blackie (1949) - Señor Droopy (1949) - The House of Tomorrow (1949) - Doggone Tired (1949) - Wags to Riches (1949) - Little Rural Riding Hood (1949) - Out-Foxed (1949) - The Counterfeit Cat (1949) - Ventriloquist Cat (1950) - The Cuckoo Clock (1950) - Garden Gopher (1950) - The Chump Champ (1950) - The Peachy Cobbler (1950) - Cock-a-Doodle Dog (1951) | - Daredevil Droopy (1951) - Droopy's Good Deed (1951) - Symphony in Slang (1951) - Car of Tomorrow (1951) - Droopy's Double Trouble (1951) - Magical Maestro (1952) - One Cab's Family (1952) - Rock-a-Bye Bear (1952) - Little Johnny Jet (1953) - T.V. of Tomorrow (1953) - The Three Little Pups (1953) - Drag-a-Long Droopy (1954) - Billy Boy (1954) - Homesteader Droopy (1954) - The Farm of Tomorrow (1954) - The Flea Circus (1954) - Dixieland Droopy (1954) - Field and Scream (1955) - The First Bad Man (1955) - Deputy Droopy (1955) - Cellbound (1955) - Millionaire Droopy (1956) - Cat's Meow (1957) |

### Walter Lantz
- Crazy Mixed Up Pup (1954)
- I'm Cold (1954)
- The Legend of Rockabye Point (1955)
- Sh-h-h-h-h-h (1955)